# Simon Deli
Simon Deli (Abidjan, 27 ottobre 1991) è un calciatore ivoriano, centrocampista o difensore dello Slavia Praga B.

## Caratteristiche tecniche
Mediano, può giocare anche da difensore centrale.

## Carriera

### Nazionale
Ha esordito nel 2015; è stato convocato per la Coppa delle nazioni africane 2021.

## Palmarès

### Club

#### Competizioni nazionali
- Fotbalová národní liga: 1

Dyn. Č. Budějovice: 2013-2014
- Campionato ceco: 3

Slavia Praga: 2016-2017, 2018-2019, 2020-2021
- Coppa della Repubblica Ceca: 3

Slavia Praga: 2017-2018, 2018-2019, 2020-2021
- Campionato belga: 1

Club Bruges: 2019-2020